# Col de San Valentino
Le col de San Valentino (Passo di San Valentino en italien) est un col de montagne situé dans le Trentin-Haut-Adige en Italie.

## Géographie
Situé à une altitude de 1 315 mètres, il se trouve à moins de six kilomètres à l'est du lac de Garde.

## Cyclisme
L'ascension du col se San Valentino, grimpée par Avio, fut au programme de la 17e étape du Giro 2021. Elle a été classée en 1re catégorie.
Le col de San Valentino a accueilli l'arrivée de la 3e étape du tour des Alpes 2023 et la montée fut encore grimpée par Avio. Lennard Kämna remportait l'étape alors que Tao Geoghegan Hart, arrivé en 4e position, conservait son maillot de leader.